# Торпиљарка
Торпиљарка или торпиљерка у најширем смислу је назив за сваки површински ратни брод којем је главно оружје торпедо.
У ужем смислу торпиљарка или торпедни брод је назив за врсту ратног брода која се развила у другој половини XIX века након проналаска торпеда.
Торпиљарке су представљале први озбиљнији одговор на развој оклопњача као нових капиталних бродова. Оне су по правилу биле мале величине, с малом или никаквом бродском артиљеријом и без оклопа. Међутим, оклопњачама су се могле супротставити својим торпедима као и већом брзином која им је, у за то погодним условима, омогућавала да се оклопњачи прикраду, испале торпедо и побегну.
Развој торпиљарке је крајем XIX века је подстакао француске морнаричке стратеге да развију стратегије тзв. Младе школе која је нагласак стављала на масовну производњу и употребу торпиљарки умјесто скупих бојних бродова.
Страх од торпиљарки је натјерао многе морнарице да своје капиталне бродове опрскрбе топовима мањег калибра и домета, али веће брзине паљбе како би могли да се супротставе њиховом нападу. У сврху заштите бојних бродова је развијен и посебан тип ратног брода који ће касније постати познат под именом разарач.
Развој мотора с унутрашњим сагоријевањем је почетком XX века довео до тога да торпиљарке постану далеко мање, али и брже. Од тада су познате као моторне торпиљарке, односно торпедни чамци.
Старе класичне торпиљарке су након Првог светског рата почеле да нестају с мора и замењиване су модернијим разарачима који су добили торпеда.